# Claire Goose
Claire Goose (ur. 10 lutego 1975) – brytyjska aktorka. Najbardziej znana z roli pielęgniarki Tiny Seabrook z serialu Na sygnale (Casualty) oraz już później jako dr. Amelie Silver z serialu Budząc zmarłych (Waking the Dead). Claire urodziła się w Edynburgu na terenie Szkocji i dorastała w Nofrolk we wschodniej Anglii. W serialu telewizyjnym The Bill gra rolę sierżant Rachel Weston, zastępując Gillian Taylforth, która odeszła z programu w sierpniu 2008 roku. Debiut Claire Goose w The Bill miał miejsce 6 sierpnia 2008 roku.
W 2007 roku Claire poślubiła producenta Craiga Woodrowa, którego poznała trzy lata wcześniej na randce w ciemno.